# Dicranomyia (Zelandoglochina) flabellifera
Dicranomyia (Zelandoglochina) flabellifera is een tweevleugelige uit de familie steltmuggen (Limoniidae). De soort komt voor in het Neotropisch gebied.